# مضخة لولبية لامركزية

مبدأ عمل المضخة اللولبية اللامركزية

المضخة اللولبية اللامركزية (أو المضخة الحلزونية) وهي من المضخات الإزاحية الدوارة.

## المبدأ
تنقل الموائع من خلال فراغات صغيرة منفصلة ثابتة الشكل تتقدم مع دوران العضو الدوار. فمعدل التدفق الحجمي يتناسب ومعدل الدوران. 

## السمات
هذا النوع من المضخات يقلل القص المفروض على المائع، ولذا تُستعمل في تعيير أجهزة قياس التدفق، وفي ضخ المواد الحساسة لقوى القص. وتصمم الفراغات لتفادي إحداث تنبيض في الجريان.

## التطبيقات
تُستخدم لضخ السوائل الكثيفة، والحاكة، وشديدة اللزوجة، مثلا
- الحمأة
- مياه الصرف الصحي في محطات المعالجة.
- السماد الطبيعي
- النفط
- الدهون